# 金大中圖書館

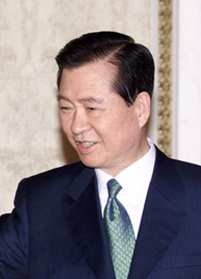
韩国第15任总统金大中

金大中图书馆（韓語：김대중도서관／金大中圖書館）是座位于韩国首尔麻浦区东桥洞的图书馆。图书馆由2003年韩国第15任总统金大中捐赠给延世大学的亚洲太平洋和平财团总部大楼改建而成，是韩国首座总统图书馆:727-728。
图书馆由延世大学统一研究院管理。馆内藏有金大中获得的诺贝尔和平奖奖章、金大中生前照片、遗物和数万件金大中捐赠的、与金大中有关的，以及延世大学添加的朝鲜半岛统一研究方面的书籍。金大中生前曾将他所获的诺贝尔和平奖奖金的3亿韩圆捐献给了延世大学作为图书馆发展基金:719。

## 历史
亚洲太平洋和平财团创建于1994年1月27日。早在1983年金大中在美国流亡期间，金大中在哈佛大学国际问题研究所与菲律宾在野党领袖阿基诺夫妇相识。当时金大中提议与阿基诺共建一个亚洲民主事业组织。不过1983年8月21日，阿基诺回国时便惨遭菲律宾马可仕当局残忍杀害:356:210-211。1994年，金大中在结束了剑桥大学的研修生活后与阿基诺遗孀前菲律宾首位女总统阿基诺夫人创立了亚洲太平洋和平财团，金大中和阿基诺夫人共同担任财团会长。和平财团主要从事朝鲜半岛南北统一、亚洲民主人权方面的研究活动。
2003年1月，金大中决定将亚洲太平洋和平财团捐赠給延世大学。同年11月3日，金大中图书馆正式开馆。时任韩国总统卢武铉、300多名韩国各党派人士以及各國驻韩使节参加了开馆仪式。前美国总统克林顿、卡特、前苏联总统戈尔巴乔夫、日本首相小泉纯一郎、英国前首相布莱尔、菲律宾前总统阿基诺夫人等20位世界各国首脑发来了贺电:713。金大中图书馆是韩国首座以总统名字命名的图书馆:727-7282004和2005年，金大中图书馆举行了《南北共同宣言》发表四周年和五周年的纪念活动。